# 商業革命
商業革命（しょうぎょうかくめい）とは、15世紀末の大航海時代以降の西洋においての商業体系や貿易の変革の総称である。

## 概要
クリストファー・コロンブスの新大陸の発見や、ヴァスコ・ダ・ガマの東インド航路の発見などによって、世界貿易の構造が一変し、ヨーロッパにおける交易の中心はローマ帝国以来の地中海域から大西洋岸地域へとシフトした。その結果ヨーロッパ内での勢力の交代や、経済・社会・生活に変化が生じた。このことからイタリア、ドイツの東方貿易は衰え、代わってスペイン、ポルトガル、オランダ、イギリスが世界貿易の覇権を握った。そしてヨーロッパ織物工業の勃興を促し、資本主義の発展の前提をつくった。

## イギリス商業革命
大西洋交易の進展により、17世紀のイギリスで生じた経済構造の変動は、イギリス史において「商業革命」と呼ばれているが、これについては「イギリス商業革命」を参照すること。